# Роберт Лямезан де Салінс
Роберт Франц Феан Валентій Лямезан де Салінс (нім. Robert Lamezan de Salins; пол. Robert Franciszek Fean Walenty Lamezan de Salins) (14 серпня 1869 — 29 листопада1930) — польський військовий діяч, дипломат Австро-Угорщини та Другої Речі Посполитої.

## Життєпис
Походив з понімеченого французької шляхетського роду, що перебував на службу Австрії (його предки з Тулузи перебралися сюди в 1709 році). Син графа Едварда Лямезан де Салінс, президента земельного суду Відня й одного з засновників Австрійського олімпійського комітету, та Марії Ангеліки де Мак. Народився 1869 року у м. Мьодлінг (Нижня Австрія).
Обрав для себе військову кар'єру. Свою службу він розпочав 18 серпня 1890 року в 6-му драгунському полку. Потім служив у військових штабах у Відні й Кракові.
1903 року одружився з Іреною Мартиною Волянською, за якою 1907 року отримав у посаг Свірзький маєток разом з замком. Разом з тим Ламезан де Салінс всиновив двох винів Волянської від першого шлюбу. Роберт Лямезан де Салінс вміло реставрував Свірзький маєток, прикрасивши інтер'єри творами мистецтва з власної колекції.
У 1907—1912 роках військовий аташе в Парижі і Брюсселі.
Брав участь зі званням полковника у Першій світовій війні як командир кавалерійського полку і кавалерійської бригади.Відзначився також як ворог українських січових стрільців. Після оголошення Другої Речі Посполитої перейшов до неї на службу.
Водночас з 1917 року опікувався відновленням Свірзького замку, який було зруйновано російськими військами під час захоплення Галичини. Він залучив як робітників трьох російських військовополонених, які за збереженими малюнками та фотографіями відтворювали знищені портали, розетки та рослинні орнаменти на стелях. Лише дахи башт граф зробив вищими та більш бароковими. Завершено основні роботи у 1919 році (повністю завершено у 1926 році).
5 грудня 1918 року перейшов на службу до Війська Польського. Втім фактично підтримував польську владу вже з жовтня 1918 року. Роберт Лямезан де Салінс брав активну участь у польсько-радянській війні, насамперед відзначився у захопленні Львова 21 листопада 1920 року. Слідом за цим призначається військовим комендантом Львова. Фактично йому також підпорядковувалася цивільна адміністрація.
З січня по червень 1919 року очолював польську військову місію в Бухаресті. 10-15 червня цього року він був представником Польщі в місії союзників Антанти у Галичині. Потім він очолив польську делегацію, яка вела переговори з Румунією щодо Покуття. Після повернення в країну він прийняв командування 12-ю піхотною дивізією, якою керував до 10 січня 1920 року.
11 січня 1920 року призначається командувачем Генерального округу «Помор'я». У березні цього ж року його перевели на посаду командира Львівського генерального округу. З 20 серпня по 16 вересня 1920 року на вирішальному етапі війни з радянсько-польської війни він командував Південно-Східним фронтом і 6-ю армією. Водночас був членом управління Виконавчого комітету оборони громадян у Львові. Сприяв відступу радянських військ, зайнявши слідом за цим Тернопіль.
Потім до 1921 року очолював Львівський генеральний округ, після чого пішов у відставку за станом здоров'я. У серпні 1923 року він повернувся до активної служби. Він залишався у розпорядженні начальника відділу V Генерального штабу польської армії.
30 вересня 1926 року він пішов у відставку. Він оселився в Свірзьському маєтку. Тут займався розведенням виноградних равликів, які йому дуже смакували. Помер у Свірзькому маєтку 1930 року. Поховано на Личаківському цвинтарі у Львові.

## Родина
Дружина (з 1903) — Ірена Мартина Волянська, донька графа Владислава Криштофа Фелікса Волянського, в першому шлюбі з графом Александром Августом Пінінським.
Діти:
- Ірена (1904—1968), дружина Тадеуша Коморовського, генерала Війська Польського

## Звання
- Лейтенант (1 вересня 1890)
- Оберлейтенант (1894)
- Ротмістр 2-го класу (1898)
- Ротмістр 1-го класу (1900)
- Майор (1908)
- Оберстлейтенант (1911)
- Оберст (1 серпня 1914)
- Генерал-майор (9 лютого 1918 зі старшинством від 1 листопада 1917)
- Дивізійний генерал (зі старшинством від 1 червня 1919)

## Нагороди
- Ювілейна пам'ятна медаль 1898
- Ювілейний хрест
- Хрест «За вислугу років» (Австрія)
- Virtuti Militari, срібний хрест (1922)[1]
- Хрест Хоробрих
- Орден Почесного легіону, командорський хрест (Франція; 1921)[2]